# Cleidogona fidelitor
Cleidogona fidelitor är en mångfotingart som beskrevs av Shear 1972. Cleidogona fidelitor ingår i släktet Cleidogona och familjen Cleidogonidae. Inga underarter finns listade i Catalogue of Life.